# Pleun Strik
Pleun Strik est un footballeur néerlandais né le 27 mai 1944 à Rotterdam et mort le 14 juillet 2022. Il évoluait au poste de défenseur.

## Biographie

### En club
Avec le club du PSV Eindhoven, il remporte deux championnats des Pays-Bas. Il joue par ailleurs 5 matchs en Coupe d'Europe des clubs champions avec cette équipe. 

### En équipe nationale
International néerlandais, il reçoit 8 sélections en équipe des Pays-Bas de 1969 à 1974. 
Il joue son premier match en équipe nationale le 7 septembre 1969 contre la Pologne. Ce match compte pour les éliminatoires de la coupe du monde 1970. Il dispute son dernier match le 26 mai 1974, en amical contre l'équipe d'Argentine. C'est lors de ce dernier match qu'il inscrit son seul et unique but en équipe nationale.
Il fait partie du groupe néerlandais qui termine finaliste de la Coupe du monde 1974. Il ne joue toutefois aucun match lors de cette compétition.

## Carrière
- 1964 :  Feyenoord Rotterdam
- 1964-1967 :  Go Ahead Eagles
- 1967-1976 :  PSV Eindhoven
- 1976-1978 :  Eindhoven VV
- 1978-1982 :  NEC Nimègue
- 1982-1984 :  VVV Venlo

## Palmarès
Avec les  Pays-Bas :
- finaliste de la Coupe du monde 1974.

Avec le PSV Eindhoven :
- champion des Pays-Bas en 1975 et 1976 ;
- vainqueur de la Coupe des Pays-Bas en 1974 et 1976.

Avec les Go Ahead Eagles :
- vainqueur de la Coupe des Pays-Bas en 1965.